# سرتشنار (تشنار)
سرتشنار (بالفارسية: سرچنار) هي قرية تقع في إيران في قسم تشنار الريفي. يقدر عدد سكانها بـ 32 نسمة بحسب إحصاء 2016.